# 478 هـ
478 هـ هي سنة في التقويم الهجري امتدت مقابلةً في التقويم الميلادي بين سنتي 1085 و1086.

## مواليد
- أبو طاهر السلفي

## وفيات
- أبو الحسن اللخمي
- أبو بكر بن عبد العزيز
- أبو سعد المتولي النيسابوري
- أبو عبد الله الدامغاني
- العذري
- المؤتمن بن هود
- عثمان بن محمد العامري
- أبو المعالي الجويني

- محمد بن علي الدامغاني - عالم وفقيه وقاضي القضاة في بغداد.